# Siwa
Siwa is een van de Westelijke Oases van Egypte en tevens de naam van het dorpje dat in deze oase ligt. Siwa ligt tussen de Qattara-depressie en de Grote Zandzee in de Westelijke Woestijn, bijna 50 km ten oosten van de Libische grens en 560 km van Caïro. De oase is ongeveer 80 km lang en 20 km breed en is een van de meest geïsoleerde nederzettingen in Egypte met ongeveer 33.000 mensen. De inwoners zijn hoofdzakelijk etnische Berbers die een unieke cultuur ontwikkelden en het Tasiwit Berbers spreken. De bewoners van de Siwa worden ook wel Siwan genoemd.

## Geschiedenis
Hoewel het bekend is dat de oase al sinds het 10e millennium v.Chr. bewoond werd, is het vroegste bewijs van enige verbinding met het oude Egypte de 26ste dynastie, toen een necropolis werd gevestigd in de Siwa oase. Oude Griekse kolonisten in Cyrene maakten contact met de oase rond dezelfde tijd (7e eeuw v.Chr.).

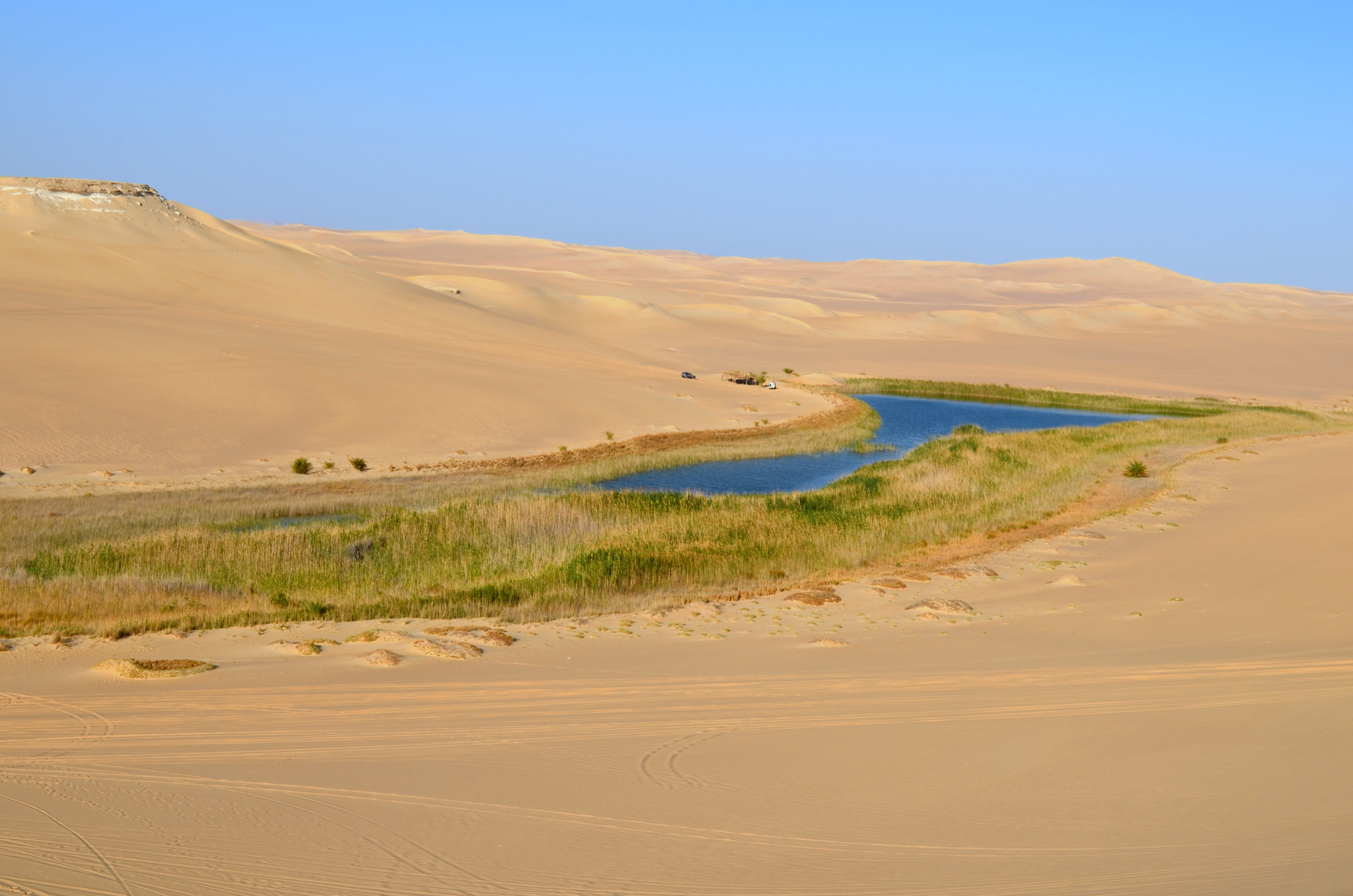
Meer bij Siwa

Tijdens zijn campagne om het Perzische rijk te veroveren bereikte Alexander de Grote de oase, volgens overlevering door vogels in de woestijn te volgen. Midden in de Siwa-oase staat de "tempel van het orakel". Volgens de overlevering vroeg heerser Alexander de Grote hier aan de god Amon de bevestiging dat hij de zoon was van Zeus, wat door het orakel werd bevestigd. Sindsdien liet hij zich op munten afbeelden met twee ramshoorns (symbolen van Amon).

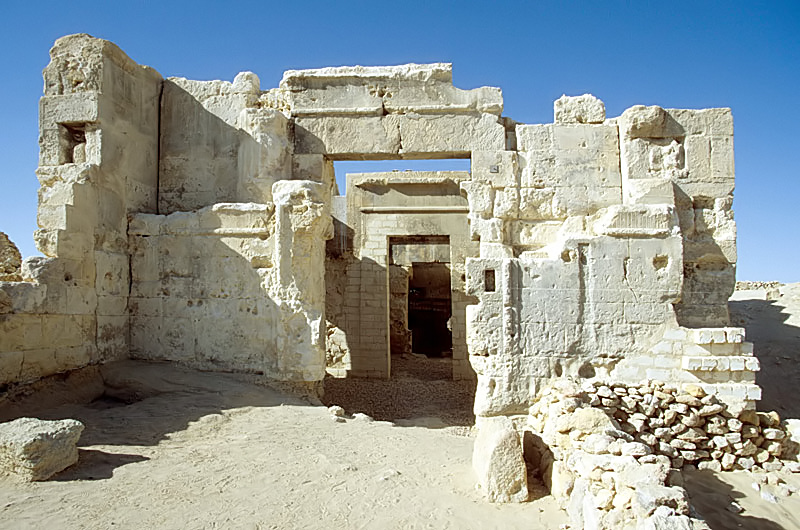
De ruïnes van de Aghurmi tempel in Siwa

Bewijs van het Christendom bij Siwa is onzeker, maar in 708 verzetten de Siwans zich tegen een islamitisch leger. De Siwans bekeerden waarschijnlijk pas in de 12e eeuw tot de Islam.
Siwa was ook het toneel van enkele gevechten tijdens de Eerste en Tweede Wereldoorlog.

## Bezienswaardigheden

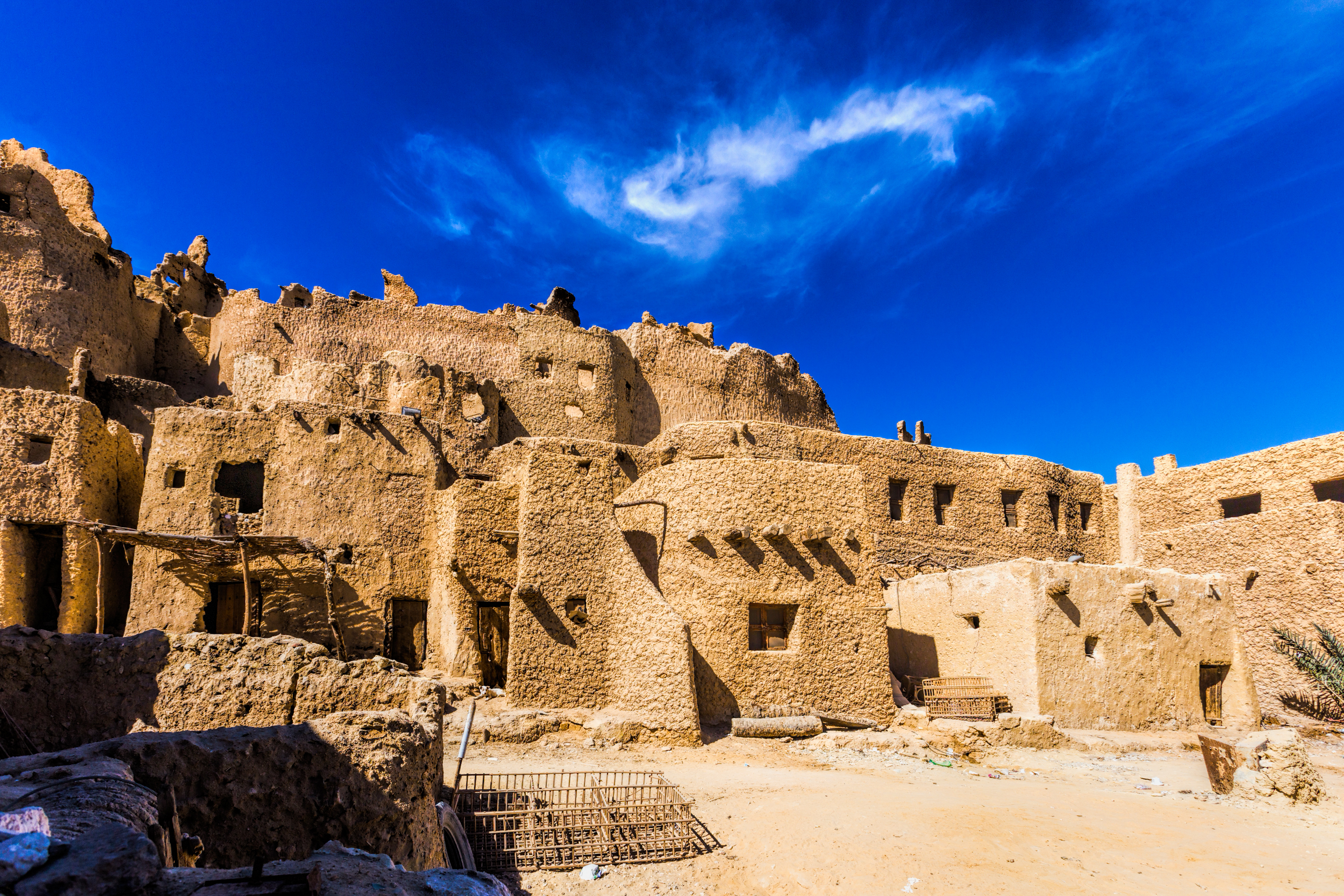
Het oude fort "Shali"

Ten oosten van het huidige dorp Siwa bevindt zich het oude fort van de oase, bekend als "Shali". Het werd gebouwd rond 1200 op natuurlijke rots (een inselberg) en gemaakt van gedroogde klei. Nadat het in 1926 werd beschadigd door drie dagen van zware regenval, werd het verlaten voor soortgelijke onversterkte behuizingen op de vlakte eromheen. Slechts één gebouw in het Shali-complex is gerepareerd en is in gebruik: een moskee. De vesting takelde in de loop van de eeuwen steeds verder af als gevolg van het wegspoelen van de klei. Er zijn grote scheuren ontstaan in de bebouwing en gedeelten zijn ingestort. Toch blijft de Shali prominente aanwezig en torent vijf verdiepingen hoog boven de moderne stad uit.
De "tempel van Umm Ubayd" is net als de bekendere "tempel van het orakel" (met enkele inscripties uit de 4e eeuw voor Christus) gewijd aan Amon. Ze waren met elkaar verbonden door een processieweg. Hij werd gebouwd door farao Nectanebo II (30e dynastie). Na een aardbeving in 1811 en een dynamitering door de Turkse gouverneur in 1896 is het nu een ruïne.
Het zogenaamde "Bad van Cleopatra" (ook genoemd "bron van de Zon") is een bekende warmwaterbron in de Siwa. De legende vertelt dat Cleopatra hier zou hebben gebaad.

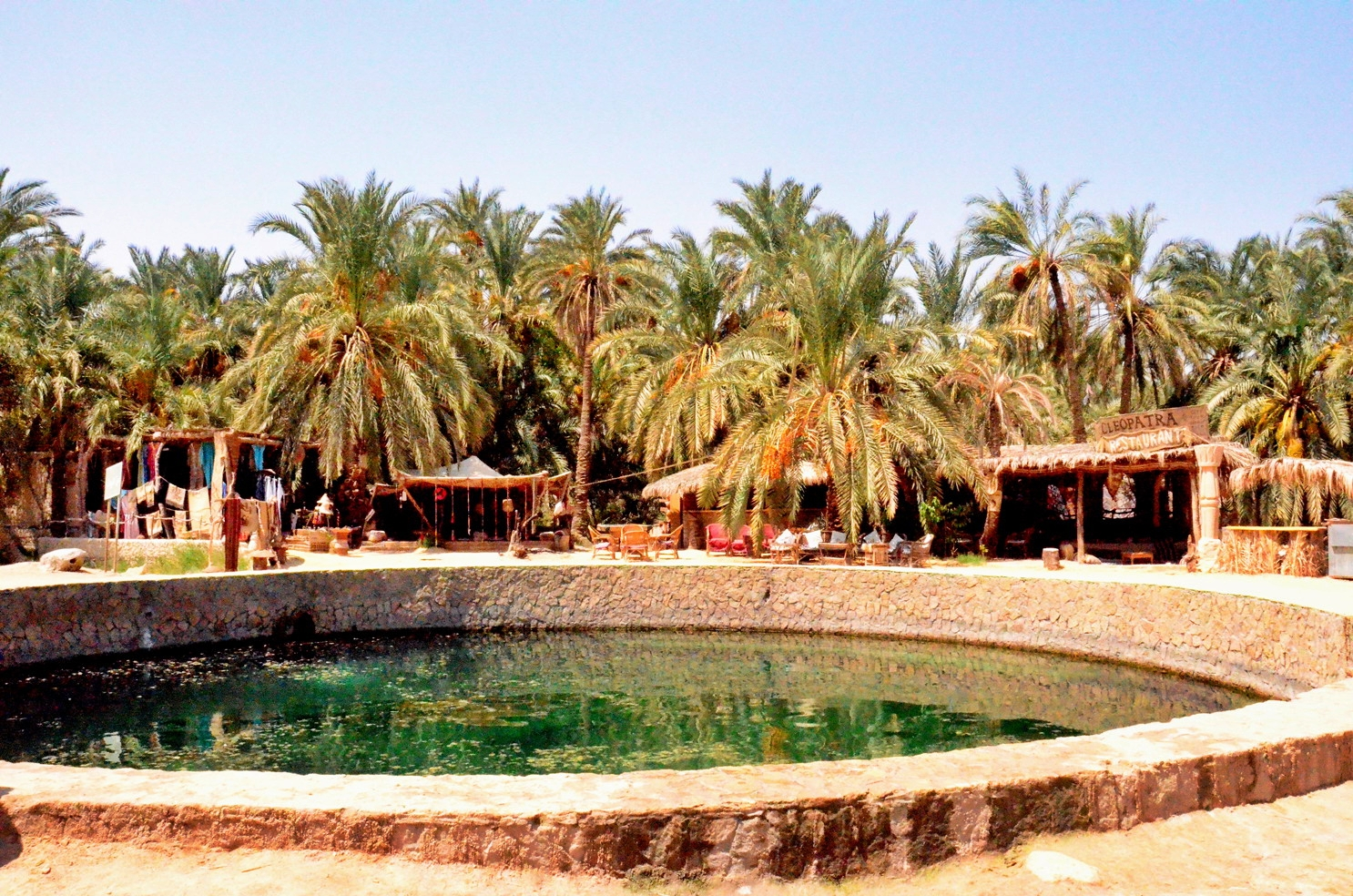
"Bad van Cleopatra"

In de "Dodenberg" (jabal al-Mawta) bevinden zich verschillende graven uit zowel de oud-Egyptische als de Grieks-Romeinse periode:
- De tombe van Niperpathot ("hij die behoort tot het huis van Thot") is de grootste van deze begraafplaats. Rode hiërogliefen op de wanden leren dat deze tombe ouder is dan de 26e dynastie en dat Osiris en Hathor er werden vereerd. Ze bestaat uit een zaal met aan weerszijden drie vertrekken.
- De tombe van de krokodil bestaat uit drie vertrekken en werd ontdekt in 1940. Ze dateert uit de late Ptolemeïsche of vroeg-Romeinse periode; verering van Sobek, de krokodil-god.
- De tombe van Mesu-Isis dateert uit de Romeinse periode. Ze bevat afbeeldingen van cobra's.
- De tombe van Si-Amun ("de man van Amon") is de mooiste van de oasen van de westelijke woestijn, ontdekt in 1940. Ze bevat afbeeldingen van het Egyptische pantheon, waaronder een voortreffelijke schildering van de godin Noet staande naast een wilde of Egyptische vijgenboom

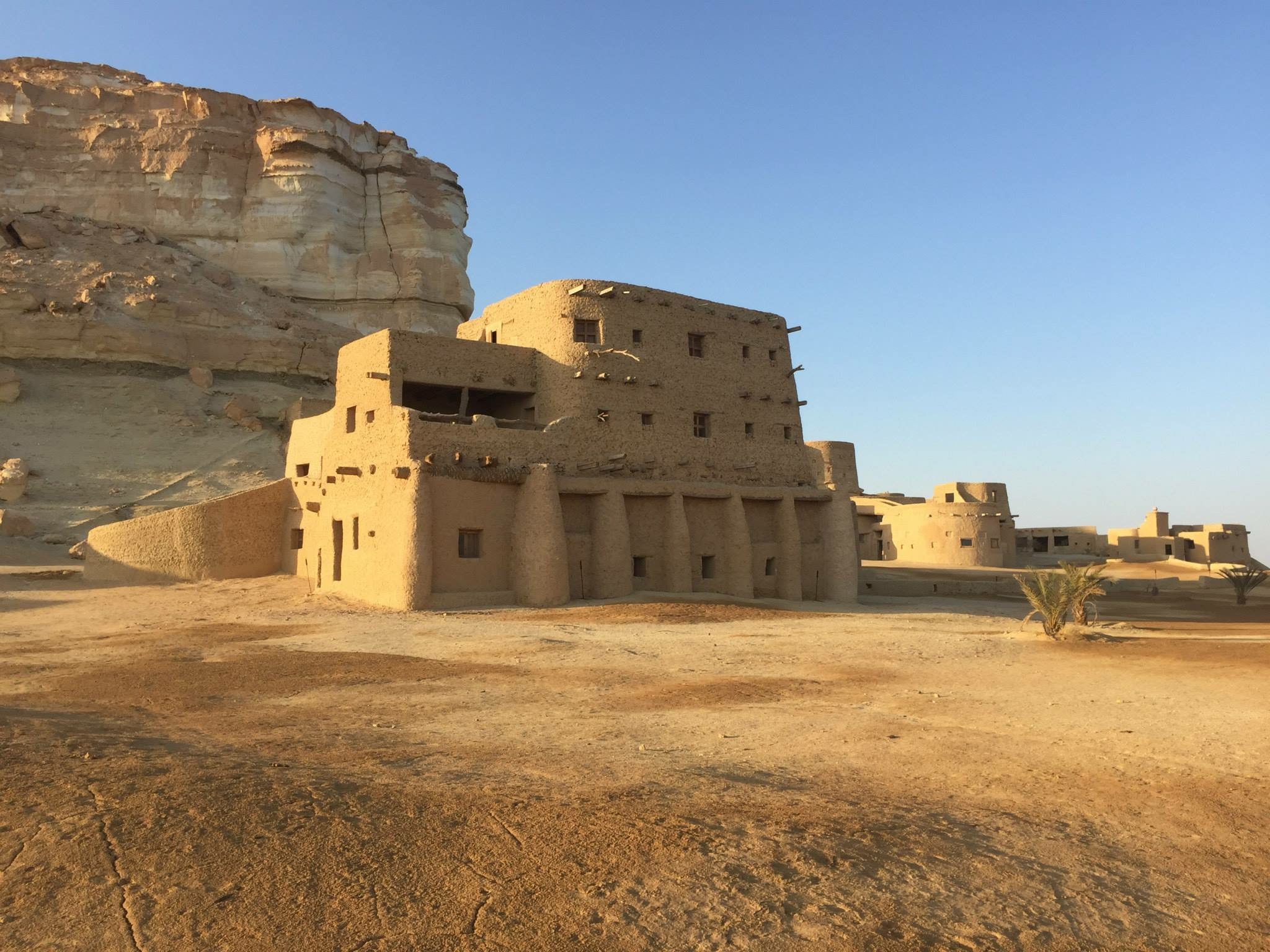
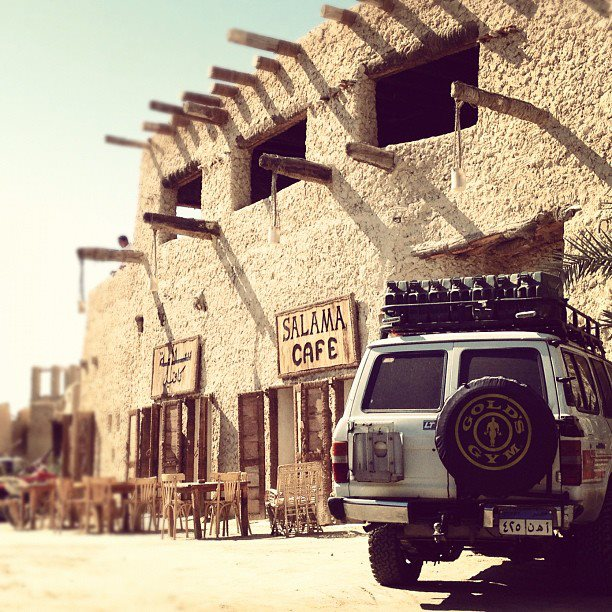
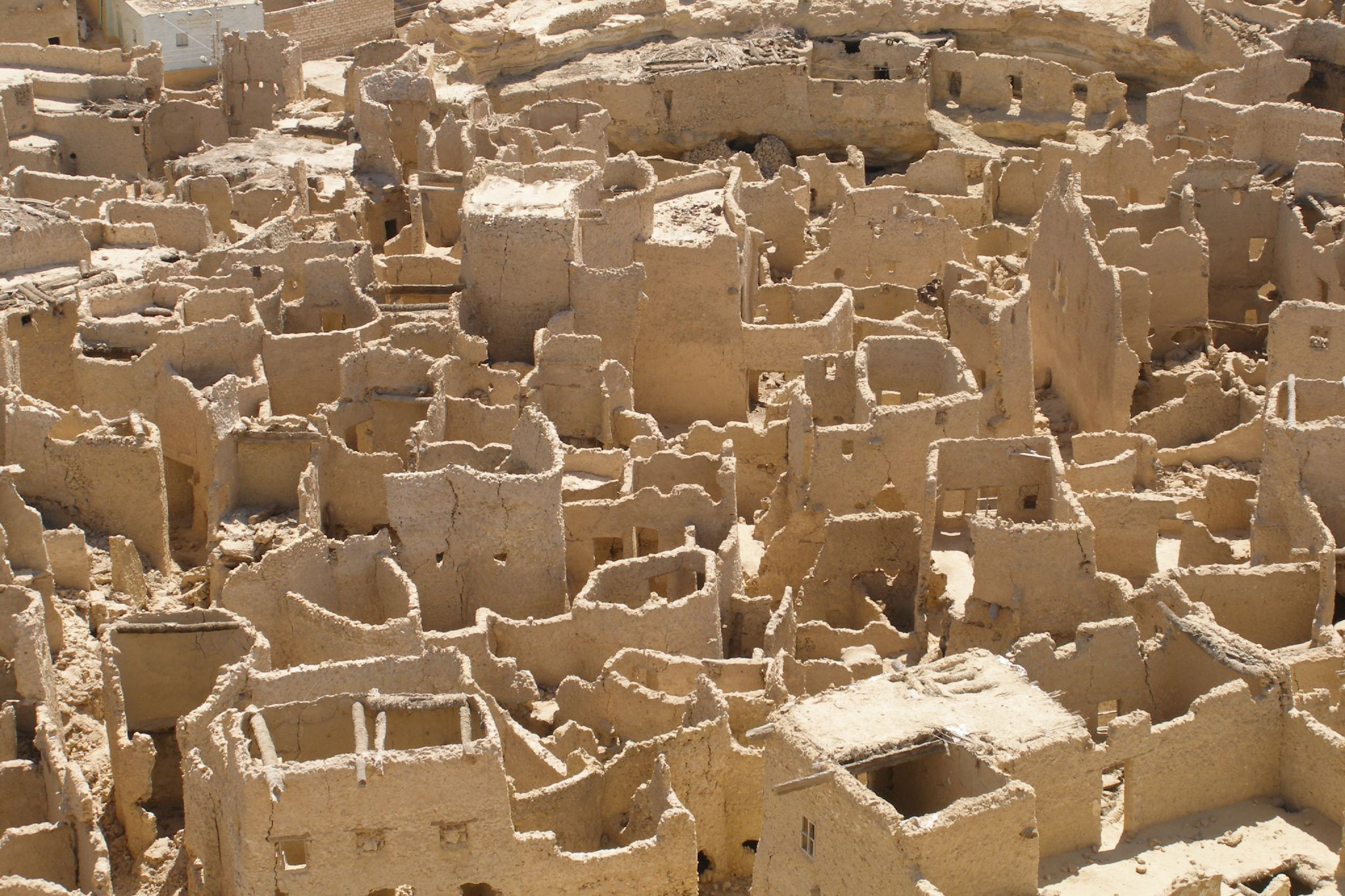
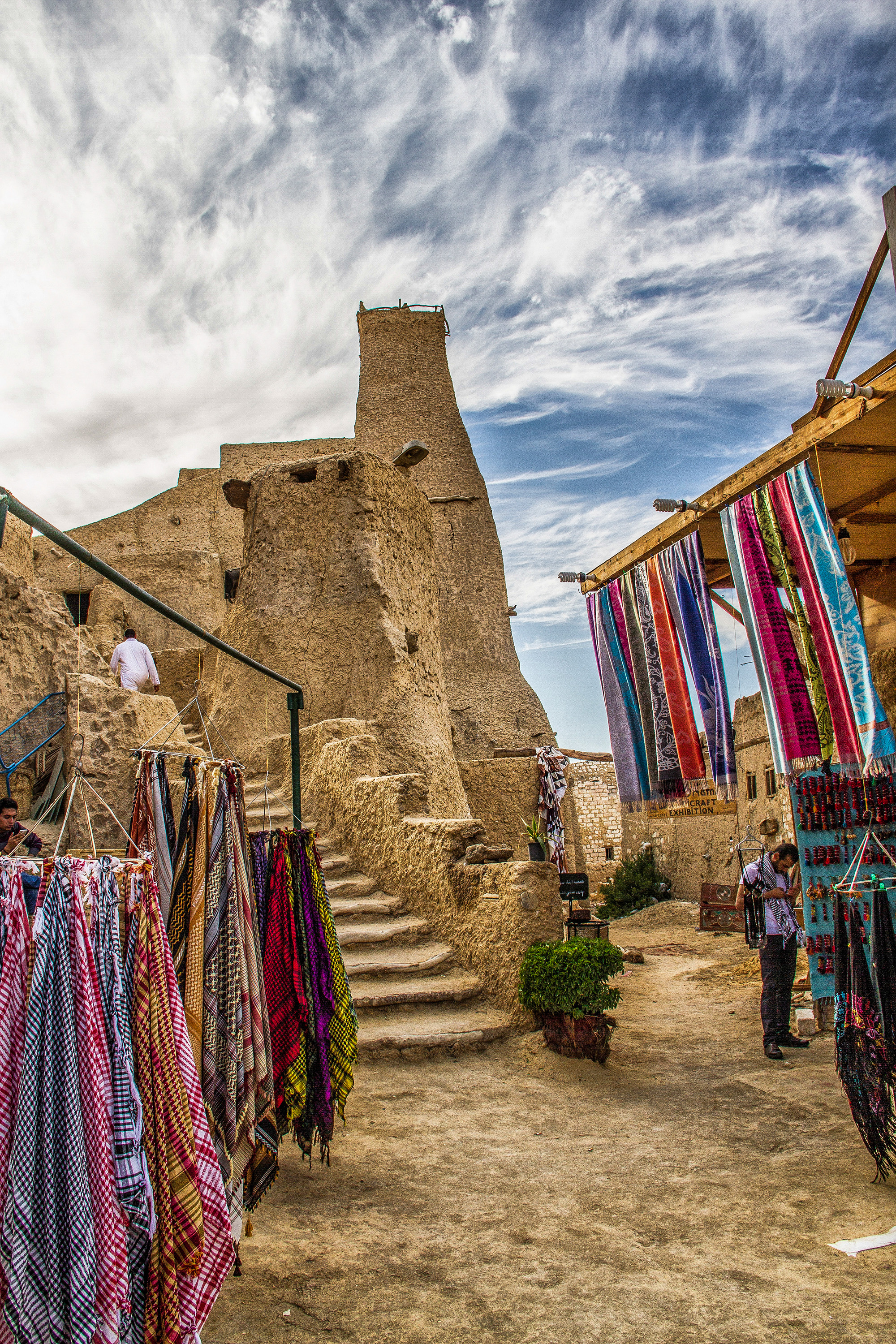

## Economie
Landbouw is de hoofdactiviteit in de huidige Siwa oase, met name de teelt van dadels en olijven. Handwerk als mandenvlechtwerk zijn ook van regionaal belang. Toerisme is de afgelopen decennia een vitale bron van inkomsten geworden. Er is veel aandacht besteed aan het creëren van hotels die lokale materialen gebruiken en lokale stijlen weergeven. De warmwaterwaterbronnen waar gezwommen kan worden zijn een attractie voor bezoekers.

## Cultuur

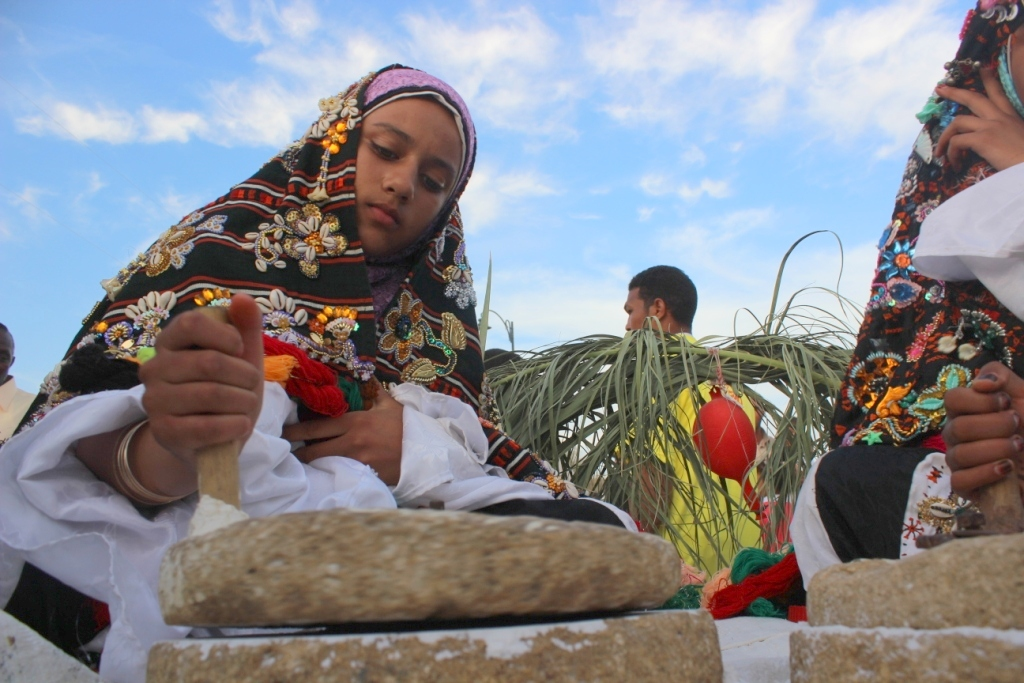
Traditionele kleding van Siwan

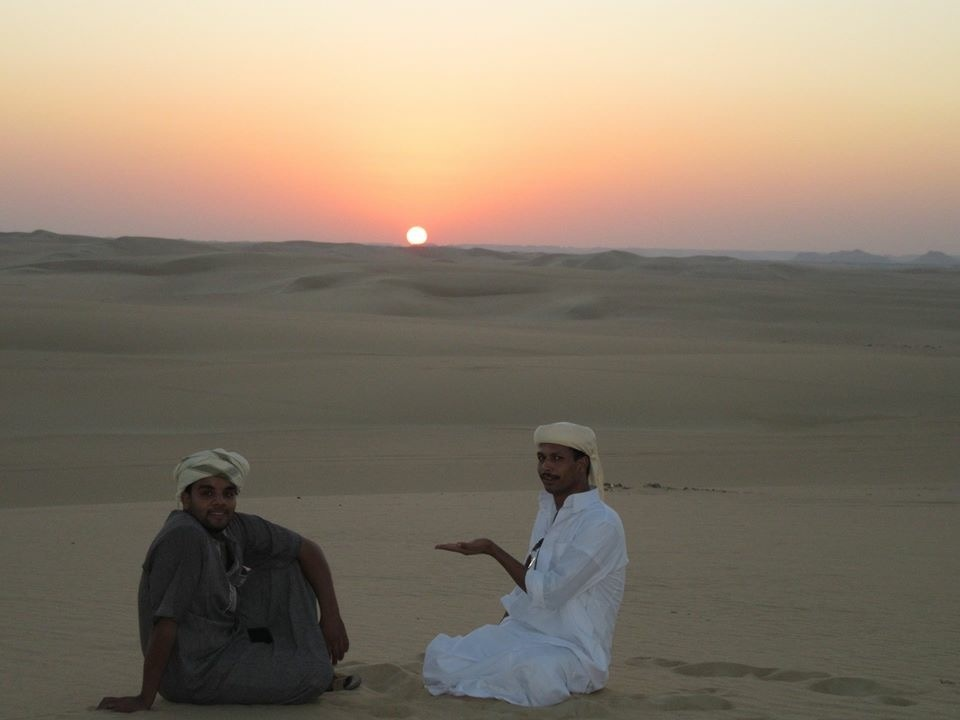
Zonsondergang in de woestijn bij Siwa

De traditionele cultuur van Siwa vertoont veel kenmerken die ongebruikelijk zijn in Egypte, sommige weerspiegelen de langdurige banden met de Maghreb en het feit dat de bewoners van Berberse origine zijn.
Totdat in de jaren tachtig een asfaltweg naar de Middellandse Zee werd aangelegd, waren Siwa's enige verbindingen met de buitenwereld de kamelenpaden door de woestijn. Deze werden gebruikt om dadels en olijven te exporteren, handelswaar te brengen, en door pelgrims op de route die de Maghreb met Caïro verbond en vandaar door naar Mekka.
Als resultaat van deze isolatie ontwikkelden de Berberse bewoners van de oase een unieke cultuur die tot uiting kwam in haar ambachten van mandenwerk, aardewerk, zilverwerk en borduurwerk en in haar stijl van kleden. De meest zichtbare voorbeelden hiervan waren het bruidszilver en de zilveren sieraden en kralen die vrouwen in overvloed droegen voor bruiloften en andere ceremonies. Deze werden door de lokale zilversmeden gemaakt.
Siwans zijn bij voorkeur endogaam en trouwen zelden met niet-Siwans. Bruiden van andere bedoeïen-stammen van buitenaf vragen in Siwa een veel hogere bruidsprijs (in de islam wordt een bruidsprijs (mahr) betaald van de bruidegom aan de bruid) dan de lokale Siwan bruiden.

### Homoseksuele traditie in Siwa
Siwa is van speciaal belang voor antropologen en sociologen vanwege de historische acceptatie van mannelijke homoseksualiteit en zelfs rituelen die het homohuwelijk vieren. Tradities die de Egyptische autoriteiten sinds het begin van de twintigste eeuw hebben geprobeerd te onderdrukken, met toenemend succes. Egypte begon steviger te controleren na een bezoek aan de oase door koning Fuad I in 1928, die de lokale bevolking hekelde om "een zekere ondeugd" en bepaalde straffen oplegde om Siwan-gedrag in overeenstemming te brengen met de Egyptische moraal.
Bahariya (met de Vallei van de Gouden Mummies)  ·  Dakhla  ·  Farafra  ·  El-Fajoem  ·  Kharga  ·  Siwa